# Tanacetum sanguineum
Tanacetum sanguineum là một loài thực vật có hoa trong họ Cúc. Loài này được (Parsa) Parsa miêu tả khoa học đầu tiên năm 1949.